# پانوس ترلمزیان
پانوس ترلمزیان (ارمنی: Փանոս Թէրլէմէզեան, reformed: Փանոս Պողոսի Թերլեմեզյան؛ ۳ مارس ۱۸۶۵ – ۳۰ آوریل ۱۹۴۱) یک نقاش اهل ارمنستان بود. وی یکی از رهبران مقاومت وان در سال ۱۹۱۵ بود.

## زندگی‌نامه
وی در ۳ مارس ۱۸۶۵ در وان در ارمنستان غربی به دنیا آمد و در بین سال‌های ۱۸۹۹ تا ۱۹۰۴ در آکادمی ژولیان آموزش دید. پس از نسل‌کشی ارمنی‌ها وی در فرانسه، ایتالیا، اسپانیا و ایالات متحده آمریکا زندگی کرد. در سال ۱۹۲۸ پس از شورای شدن ارمنستان وی به ایروان بازگشت. وی همچنین برنده جوایزی نشان پرچم سرخ کار و هنرمند مردمی ارمنستان شوروی (۱۹۳۵) همچون شد. وی در ۳۰ آوریل ۱۹۴۱ در سن ۷۶ سالگی در ایروان درگذشت.

## نگارخانه

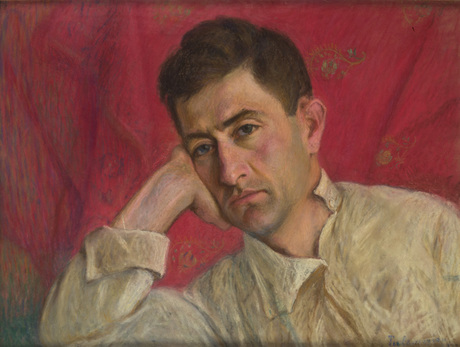
آکسل باکونتس (۱۹۳۲)
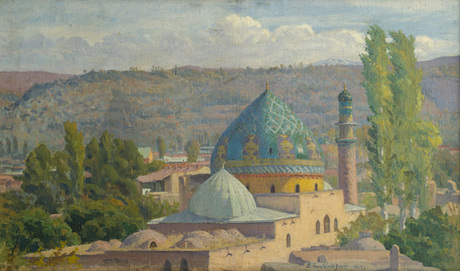
مسجد کبود، ایروان (۱۹۱۷)
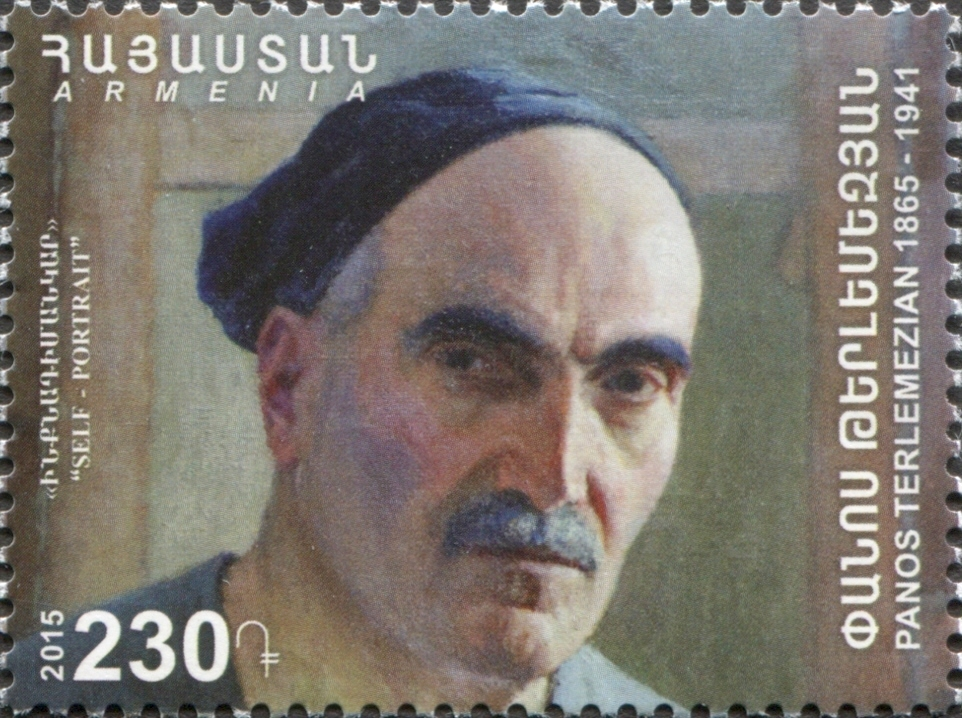